# Thundarr the Barbarian
Thundarr the Barbarian ist eine Zeichentrickserie, die 1980/1981 in den Vereinigten Staaten produziert wurde. Die Handlung ist in einer postapokalyptischen Welt angesiedelt, in der sowohl technische Relikte als auch fantastische Elemente vorkommen. Die Serie wurde nie ins Deutsche übersetzt.

## Handlung
1994 ist der Mond zerstört worden, was einen Kataklysmus auf der Erde zur Folge gehabt hat. Zweitausend Jahre später erinnern nur noch Ruinen an die damals untergegangene Zivilisation. Die überlebenden Menschen leben in kleinen Gruppen zusammen. Einige von ihnen haben Zugang zu technischen Geräten, die über die Jahrhunderte bewahrt worden sind. Daneben existieren Zauberer mit fantastischen Kräften, welche die politische Macht ausüben.
Hauptfigur der Serie ist der barbarische Krieger Thundarr, der die Welt bereist. Mit Hilfe seines magischen Schwertes (Sunsword) kann er den Menschen im Kampf gegen böse Zauberer beistehen. Begleitet wird er von Prinzessin Ariel, einer schönen Magierin, und Ookla the Mok, einem löwenartigen Humanoiden.

## Hintergrund
Die Serie wurde erdacht von Steve Gerber, dem Schöpfer von Howard the Duck. Die Hauptfiguren entwarf der Comiczeichner Alex Toth, die Schurken und Nebenfiguren sein Kollege Jack Kirby. Einer der Autoren der Serie war Mark Evanier. Produziert wurde Thundarr the Barbarian von Joe Ruby und Ken Spears, zwei ehemaligen Mitarbeitern von Hanna-Barbera. Sprecher der Hauptfiguren waren Robert Ridgely (Thundarr), Nellie Bellflower (Ariel) und Henry Corden (Ookla).
Die Serie lief von Oktober 1980 bis September 1982 auf dem amerikanischen TV-Sender ABC. Insgesamt wurden 23 Folgen produziert.